# Opernakademie Bad Orb
Die Opernakademie Bad Orb ist eine privatrechtliche Einrichtung zur Förderung von Sängertalenten für die Opernbühne und jährliche Inszenierung einer Oper in der Konzerthalle von Bad Orb.

## Aufgabe und Verfassung der Akademie
Die 1987 gegründete Opernakademie Bad Orb ist eine gemeinnützige Einrichtung mit dem Ziel, den Sängernachwuchs für die Opernbühne zu fördern. Sie bietet jungen Opernsängern die Möglichkeit, unter fachlicher Anleitung und unter realen Bedingungen eine vollständige Opernrolle bis hin zur Aufführungsreife einzustudieren. Die fünfwöchige Vorbereitungszeit und die Aufführung sollen den jungen Musikern Praxiserfahrung für den Bühnenberuf vermitteln.

## Geschichte
1986 vermittelten zwei Gesangsstudentinnen der Robert-Schumann-Hochschule in Düsseldorf, Zelma Kelly und Elke Hermanns, ein Treffen von Else Mayer-Lismann und dem Bad Orber Musikdirektor Horst Welter. Die in Frankfurt am Main aufgewachsene Mayer-Lismann war als Jüdin 1938 nach England emigriert. 1963 hatte sie „The Mayer-Lismann Opera Workshop“ gegründet, eine Ausbildungseinrichtung für junge Opernsänger. 1984 wurde sie von Königin Elisabeth II. für ihre Verdienste mit dem „Member of British Empire“ geehrt.
Mayer-Lismann als Regisseurin und Welter als Dirigent vereinbarten im Februar 1987, gemeinsam die Oper Die Hochzeit des Figaro zu inszenieren und in der Konzerthalle Bad Orb aufzuführen. Die Kostüme stellte Mayer-Lismann bereit, dazu auch einige Sänger, musikalischer Assistent war Michael Millard. Die Premiere fand nach fünf Wochen Probenzeit statt. Die beiden Initiatorinnen wirkten ebenfalls mit: Zelma Kelly als Marzelline und Elke Hermanns als Gräfin, es spielte das Frankfurter Opernorchester.
Im Folgejahr 1988 inszenierten  Mayer-Lismann und Welter Così fan tutte. Es war ihre letzte gemeinsame Aufführung. Mayer-Lismann starb Anfang 1990 in London, Welter gab 1990 aus Altersgründen die musikalische Leitung ab. Nach einem kurzen Intermezzo mit dem Kammersänger Heinz Hagenau übernahm 1990 Kammersänger Carlos Krause, langjähriges Ensemblemitglied der Oper Frankfurt, die Intendanz bis zum Jahr 2013. Ihm verdankt die Opernakademie Bad Orb ihr heutiges Ansehen in der Förderung des Sänger-Nachwuchses in Deutschland.
Der langjährige musikalische Leiter Michael Millard übernahm 2013 die Gesamtleitung, 2014 kam Erik Biegel, Sänger an der Oper Wiesbaden, als Regisseur hinzu. Seit 2017 leiten Millard und Biegel die Opernakademie gemeinsam.

## Träger der Opernakademie
Von 1987 bis 2001 war die Bad Orb Kur GmbH Veranstalter und Träger der Opernakademie. Ab am 12. Dezember 2001 übernahm der „Verein der Freunde der Opernakademie Bad Orb“ die Trägerschaft. Dieser auf Initiative von Karin Metzler-Müller gegründete Förderverein plant, realisiert und finanziert seitdem die jährlichen Veranstaltungen. Die Vereinsmitglieder sind alle ehrenamtlich ohne Aufwandsentschädigung tätig.
Die Aufgabe des Vereins ist die Förderung kultureller Zwecke wie die Durchführung der jährlich stattfindenden Opernakademie und in diesem Rahmen die Veranstaltung von Konzerten, Vorträgen und Gesprächen mit Künstlern.
Vereinsmitglieder waren und sind unter anderem Hilmar Hoffmann, Christine von Isenburg, Jürgen Heraeus, Bernd Loebe, Lutz Raettig, Ingrid Sonntag-Ramirez Ponce, Sarah von Isenburg und Asfa-Wossen Asserate.

## Bisherige Inszenierungen
- Die Hochzeit des Figaro (1987, 1995 und 2019)
- Così fan tutte (1988 und 2008)[2]
- Die Zauberflöte (1989 und 2014)[3]
- Der Barbier von Sevilla (1990 und 2011)
- Die Entführung aus dem Serail (1991)
- Die vier Grobiane (1992)
- Don Giovanni (1993 und 2010)
- Die lustigen Weiber von Windsor (1994 und 2012)
- La Bohème (1996 und 2016)[4]
- Die Fledermaus (1997 und 2009)[5]
- Der Wildschütz (1998)
- Hänsel und Gretel (1999 und 2013)
- Der Freischütz (2000 und 2018)[6]
- Die verkaufte Braut (2001)
- Carmen (2002)
- Zar und Zimmermann (2003)[7]
- Tiefland (2004)
- Eugen Onegin (2005)
- Fidelio (2006)[8]
- Don Pasquale (2007)
- Hoffmanns Erzählungen (2015)[9]
- Die lustige Witwe (2017)[10]
- Der Freischütz (2018)[11][12][13]
- Figaros Hochzeit (2019)[14][15]

## Rezeption, Auszeichnungen
Schon die erste Inszenierung (Hochzeit des Figaro, 1987) fand ein breites und sehr positives Presseecho, welches über die weiteren Opernproduktionen erhalten blieb. Auch das  Hessenfernsehen berichtete regelmäßig mit kleinen Auszügen von den Orber Aufführungen der Opernakademie.
2019 erhielt der Förderverein Freunde der Opernakademie Bad Orb für seine Projektarbeit, durch die „junge Talente gefördert und ... jedes Jahr eine Oper inszeniert wird“, den, „seit 1977 jährlich für herausragende Leistungen auf dem Gebiet der Bildenden Kunst, der Musik ...“, verliehenen Kulturpreis des Main-Kinzig-Kreises.